# Blaugesicht-Hornrabe
Der Blaugesicht-Hornrabe (Bucorvus abyssinicus), manchmal auch als Nördlicher Hornrabe oder  Nördlicher Hornvogel oder Sudanhornrabe bezeichnet, ist eine Vogelart aus der Familie der Hornraben (Bucorvidae) und ein Charaktervogel der afrikanischen Savannen südlich der Sahara, vom Westen Afrikas bis in den Osten. Er und seine Schwesterart, der Rotgesicht-Hornrabe (Bucorvus leadbeateri), sind die einzigen Vertreter der Familie Hornraben. Mit seinem großen Schnabel mit „Helm“, dem schwarzen Gefieder und der hauptsächlich bläulichen, dazu bei den männlichen Exemplaren leicht rötlichen Färbung der ungefiederten Gesichts- und Halspartien ist dieser Vogel gut zu bestimmen und von seiner Schwesterart mit den auffällig roten Hautpartien am Hals zu unterscheiden.

## Erscheinungsbild

### Körpermaße und Gewichte
Der Blaugesicht-Hornrabe erreicht eine Körperlänge bis 100 Zentimeter, eine Flügelspannweite bis 185 Zentimeter sowie ein Gewicht bis ca. 4 Kilogramm. Männchen und Weibchen unterscheiden sich nur geringfügig, letztere sind etwas kleiner. Er ist etwas kleiner als der Rotgesicht-Hornrabe.

### Gefieder
Das Gefieder weist bis auf die weißen Handschwingen, die nur an fliegenden oder sich putzenden Vögeln zu beobachten sind, eine tiefschwarze Färbung auf. Um die Augen und am Oberhals ist der Vogel ungefiedert, bei den Weibchen ausschließlich von blauer bis blauschwarzer Färbung, bei den Männchen auch mit rötlichen Hautstellen. Kehle und Oberhals sind durch einen aufblasbaren Kehlsack gekennzeichnet. Der lange, leicht gekrümmte Schnabel ist anthrazitgrau bis schwarz gefärbt und zeigt am Ansatz des Oberschnabels rötliche Flecken. Er schließt nicht völlig und lässt mittig einen klar sichtbaren Spalt erkennen. Der hornartige Fortsatz oder Helm an der Basis, der den Vögeln den Namen verleiht, ist beim Männchen etwas stärker ausgeprägt und zeigt vorne eine raue Stirnfläche. Wie sein südlicher Vetter besitzt der Blaugesicht-Hornrabe auffallend lange Oberlidwimpern, die Iris ist dunkelbraun. Die Beine sind bis zum Intertarsalgelenk befiedert, der unbefiederte Teil des Tarsometatarsus und die Füße sind dunkelbraun.

### Verwechslung mit anderen Vogelarten
Der Blaugesicht-Hornrabe kann allenfalls mit dem Rotgesicht-Hornraben verwechselt werden, dessen Verbreitungsgebiet südlich des Äquators in offenen Savannenlandschaften zu finden ist. Beide Spezies ähneln einander sehr und unterscheiden sich nur, allerdings auffallend, in der Gesichtsfärbung. Die ungefiederten Partien im Gesicht und am Hals sind beim Rotgesicht-Hornraben von einer weithin sichtbaren, leuchtend roten Färbung.

## Verbreitung und Lebensraum
Der Blaugesicht-Hornrabe lebt in Afrika südlich der Sahara. Sein Verbreitungsgebiet reicht vom Senegal über Nigeria und Kamerun im Westen bis in den Sudan im Osten Afrikas. Die südlichste Ausbreitung verläuft bis in den Südosten Ugandas und den Nordwesten Kenias. Sein Lebensraum sind ausgesprochen trockene Savannen, lichte Trockenwälder und Grasland bis in Höhenlagen von 2.500 Metern über NN, wie das Hochland von Äthiopien. Er meidet dichte Wald- und Feuchtgebiete.

## Lebensweise und Ernährung

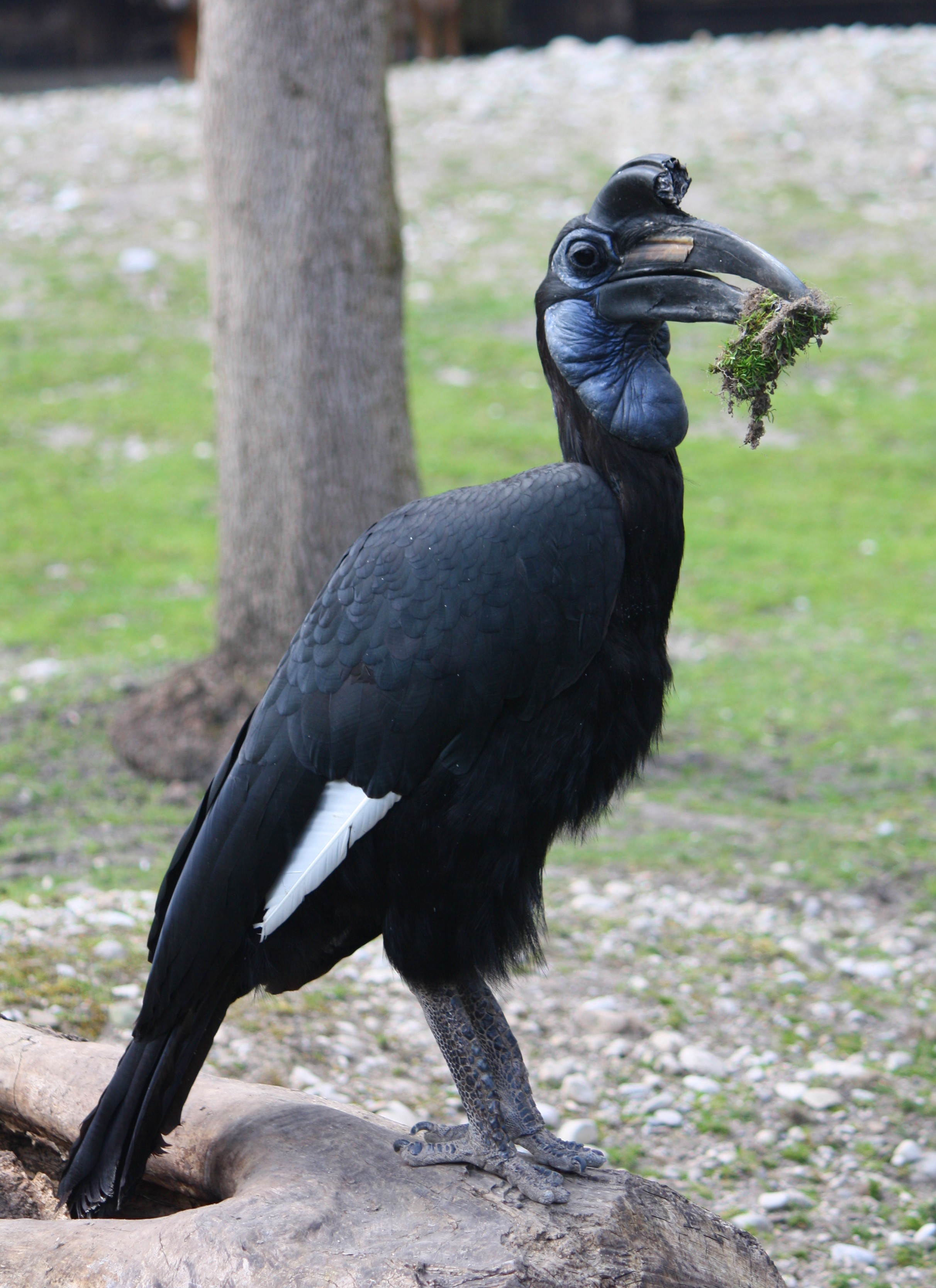
Weiblicher Blaugesicht-Hornrabe auf Nahrungssuche

Blaugesicht-Hornraben leben als Einzelgänger, paarweise in einer lebenslangen Monogamie oder in kleinen Familienformationen, bestehend aus einem Paar und dessen Nachwuchs. Die Vögel sind ständig auf Nahrungssuche, wobei sich kleinere Gruppen von kurzer Dauer bilden können. Dabei schreiten sie langsam, mit auffällig watschelndem, wankenden Gang, über den Boden, ihren Hauptlebensraum, den sie mit ihrem Schnabel untersuchen, bevorzugt nach großen Insekten, Spinnen, Skorpionen, kleinen Schildkröten und Echsen sowie kleinen Nagern und Schlangen. In geringen Mengen vertilgen sie Früchte und Samen und verschmähen auch kein Aas. Die hauptsächlich bodenlebenden Vögel fliegen nur bei Gefahr auf, wobei sie meist höhere Bäume aufsuchen. Sie sind in der Lage, selbst Großkatzen und Greifvögel erfolgreich zu vertreiben. Hornraben gelten in vielen Gegenden des östlichen und südlichen Afrika als heilige Vögel und nützliche Tiere, da sie unter anderem Schlangen und Heuschrecken verzehren, weswegen sie wenig gejagt werden.

## Fortpflanzung und Entwicklung

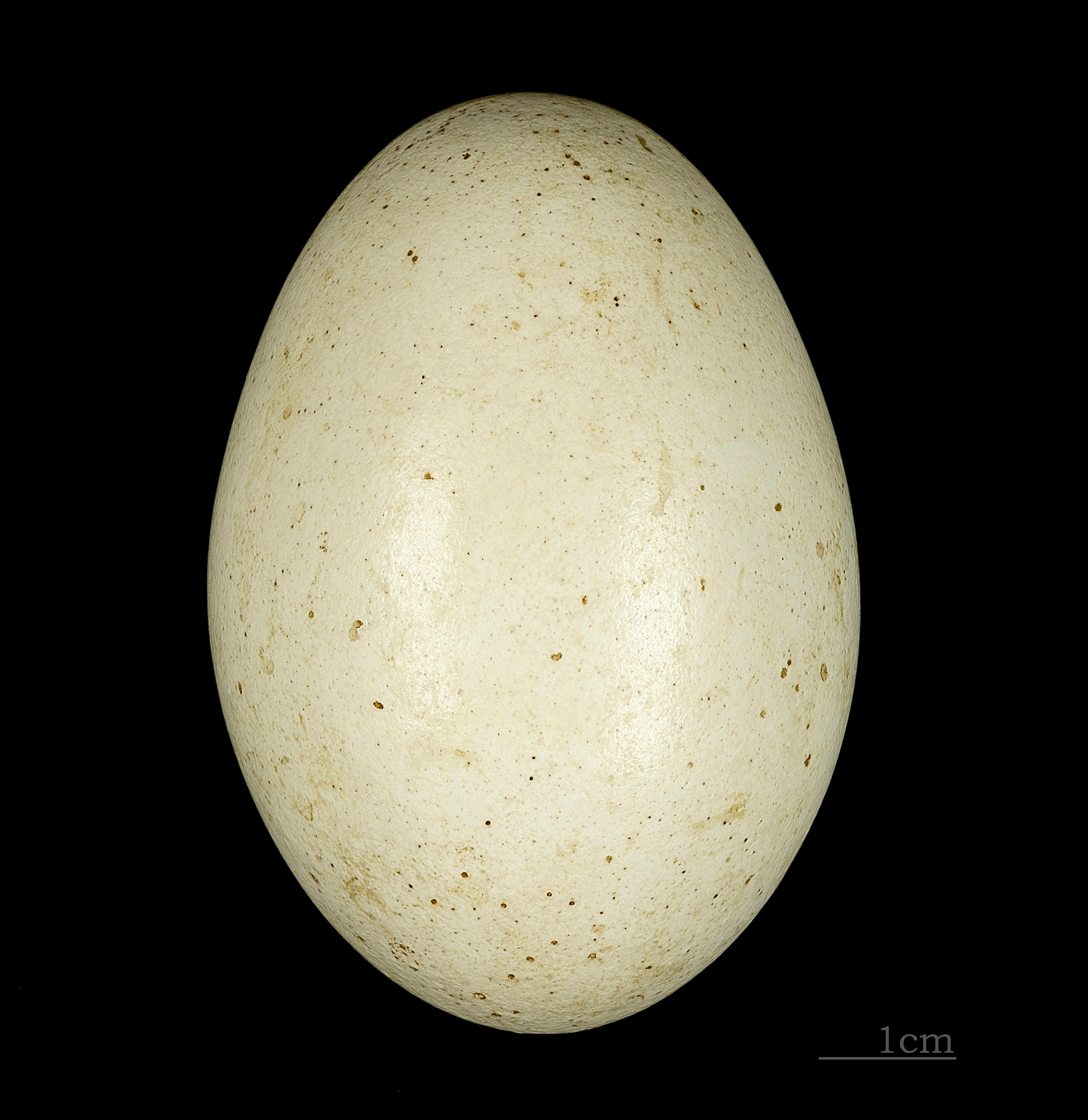
Ei des Blaugesicht-Hornraben

Der Blaugesicht-Hornrabe wird erst spät mit rund drei bis vier Jahren geschlechtsreif. Mit der einsetzenden, nahrungsreichen Regenzeit beginnt auch die Paarungszeit. Als Höhlenbrüter bevorzugen sie Nisthöhlen in hohlen Baumstämmen (Affenbrotbaum) oder an ähnlich geschützten Stellen, die sie mit trockenem Gras und Blättern auskleiden. Das Weibchen legt meist zwei Eier, die es über einen Zeitraum von 38 bis 40 Tagen allein ausbrütet, wobei es vom Männchen gefüttert wird. Die Brut versorgen dann beide Elternvögel gemeinsam. Wegen der Nahrungskonkurrenz zwischen den im Abstand von ca. vier Tagen schlüpfenden Küken setzt sich nur das erste und inzwischen stärkere durch – nur in Zeiten reichlich vorkommender Nahrung überleben beide Jungvögel. Nach einer ca. vierteljährigen Nistzeit verlassen sie erstmals die Bruthöhle, werden aber weiterhin bis zu neun Monaten von den Eltern versorgt und geführt und verbleiben bis zur Geschlechtsreife im elterlichen Familienverband. Die Lebenserwartung liegt in Freiheit bei bis zu 30 Jahren, in Gefangenschaft auch bis zu 40 Jahren.

## Systematik
Der Blaugesicht-Hornrabe zählt zu den Hornraben. Einziger weiterer Vertreter der Familie ist der Rotgesicht-Hornrabe (Bucorvus leadbeateri).